# 豊岡圭資

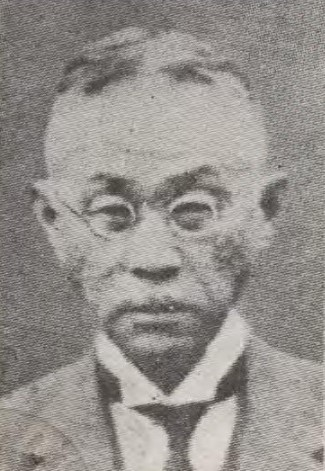
豊岡圭資

豊岡 圭資（とよおか きよすけ、旧字体：豐岡 圭次󠄁、1880年〈明治13年〉2月16日 - 1939年〈昭和14年〉3月22日）は、明治から昭和期の政治家、華族。貴族院子爵議員。旧名・道雄。

## 経歴
京都で殿掌・豊岡健資の四男として生まれ、父の死去に伴い、1892年（明治25年）4月21日、子爵を襲爵した。1900年（明治33年）2月、圭資と改名した。
1911年（明治44年）東京帝国大学文科大学東洋史学科を卒業。同年7月10日、貴族院子爵議員に選出され、研究会に所属して活動し、死去するまで4期在任した。また、1914年（大正3年）には大喪使祭官を務めた。

## 栄典
- 1918年（大正7年）3月11日 - 正四位[9]

## 親族
- 妻 スヘ（日野沢依二女）[1]
- 長男 豊岡烈資（子爵）[1]
- 二男 外山英資（子爵、兄外山光庸養子）[1]